# История на Земята
Историята на Земята описва най-важните събития и фазите на цялостното развитие и на еволюцията, които са се състояли на планетата Земя след формирането ѝ. Тя включва най-правдоподобните научни теории и почти всички клонове на естествените науки, които допринасят за разбирането на събитията на миналото на нашата планета.
Възрастта на Земята е била определена на 4,5 милиарда години (4 540 000 000 г.), приблизително съответствуващи на една трета от възрастта на Вселената; неизмерими биологически промени и огромни геологически катаклизми са се случили в този промеждутък от време. Формирането на Земята и междувременното оформяне на Слънцето и на другите планети на Слънчевата система започва с контрахирането на една мъглявина на междузвезден космически прах. Тази мъглявина се превръща в един протопланетарен диск с център Слънцето и оформящите се и увеличаващи се планети в орбита около него.
Земята се оформя десет милиона години след започването на скъсяването на първоначалната мъглявина. Топлината, която е била отделена от многобройните импакти и от същото това скъсяване, показва, че нашата планета се намира в един вид разстопено състояние и се разделя в слоеве, едно вътрешно ядро от тежки елементи и една по-външна мантия формирана от по-леките елементи. В този период се оформя Луната, най-вероятно поради гигантски сблъсък между Земята и една млада протопланета. Земята изстива постепенно и се създава твърда кора с първите протоконтиненти. Една постоянна бомбардировка от метеорити и комети снабдява Земята с огромно количество вода и така се създават първите океани, докато вулканичната дейност и водната пара създават първичната атмосфера, първоначално без кислород. Континентите плават над течната мантия на планетата и заради тектониката на плочите те се съединяват в големи свръхконтиненти, които по-късно се разделят и се съединяват отново в един процес, който се повтаря много пъти във времето от четири милиарда и половина години.
Химичните реакции довеждат до създаването на органични молекули, които реагират между тях за да създадат по-сложни структури, и в крайна сметка се създават молекули, които могат да възпроизведат копия на себе си. Тази способност слага начало на еволюцията и довежда до възникването на живота върху нашата планета. В началото животът започва във форма на едноклетъчни организми, но впоследствие се развива многоклетъчността, и след това процесът на фотосинтезата, който снабдява земната атмосфера с кислород и довежда до създаването на озонов слой. Живите форми се разделят на многобройни видове и стават все по-развити, те достигат до колонизирането на сушата и до окупирането на всичките местообитания на Земята. Ледникови епохи, вулканични изригвания, и метеорити причиняват много масови измирания, обаче преживелите тези катаклизми видове се развиват с нови форми и създават всеки път нова биосфера.
Преди около шест милиона години едно диференциране на еволюционния клон на приматите причинява разделяне между тях, което довежда до развитието на съвременния човек (Homo sapiens). Възлови причини затова са способността за изправено ходене, противопоставеността на палеца, увеличаването на размерите на мозъка и развитието на комуникационни системи. Човекът научава да владее огъня, развива земеделието и започва да отглежда систематично много видове животни. Това подобрява условията на живот и така поражда условия за различни общества и цивилизации с разнообразни културни и религиозни характеристики. С непрекъснатия прогрес на науката, на политиката, на транспортите и на комуникацията, човешките същества стават господстващ вид на Земята и могат да влияят на околната среда и другите живи форми.

## Произход на Слънчевата система
Слънчевата система (включително и Земята) се оформя от голяма въртяща се мъглявина от междузвезден прах и газ, наречена Слънчева мъглявина, обикаляща в орбита около центъра на нашата галактика. Тя се състои от водород и хелий, създадени от Големия взрив преди 13,7 милиарда години елементи, но и от по-тежки елементи, създадени от свръхновите. Преди почти 4,6 милиарда години Слънчевата мъглявина започва да се скъсява, много вероятно поради ударна вълна, произхождаща от възрива на една близка свръхнова звезда. Такава ударна вълна придава определена ъглова скорост. Когато мъглявината започва да ускорява ротацията си, гравитацията и инертността я превръщат в протопланетен диск, който се върти около оста си. Най-голямата част от масата на мъглявината, по причина на гравитационната сила, се събира в центъра и започва да се нагрява, но малки пертурбации, предизвикани от сблъсъци и от момента на импулса на други големи парчета, създават пункти за акреция, в които започват да се създават протопланетите, обекти с размери много повече от много километри.
Събирането на материал, увеличаването на ротационната скорост и влиянието на гравитационната сила предизвикват огромно увеличаване на кинетичната енергия и на вътрешната топлина в центъра. Невъзможността за преместване на тази енергия към външността посредством други процеси, които биха позволили намаляване на температурата, довежда до огромно нагряване на центъра на диска, което от своя страна довежда до започването на термоядрения синтез на хелия от водорода, и след сгъстяването на газовете се ражда една звезда от тип Т Бик, която става нашето Слънце. В същото време, тъй като гравитацията принуждава материята да се събере около различни обекти в орбита извън гравитационната сила на новата звезда, частиците от прах и останалите части на протопланетния диск започват да се разделят на пръстени.
Впоследствие най-големите парчета се сблъскват и създават все по-големи обекти, докато те се превърнат в протопланети. Сред тези многобройни протопланети една от тях се намира прибизително на 150 милиона километра от центъра: бъдещата Земя. Планетата се оформя преди почти 4,54 милиарда години (с абсолютна грешка от 1%), процес, траещ приблизително 10 – 20 милиона години. Слънчевият вятър на новородената звезда от тип Т Бик разпръсква към външната област на младата система най-голямата част от материала на диска, който още не се е консолидирал в големи небесни тела.
Компютърни симулации показват, че планети с разстояния подобни помежду си на тези на нашата система, могат да се оформят от протопланетен диск като откритите около други звезди в Вселената. Този тип планети се наричат екзопланети.

## Първите два еона – архай и хадей
Първият формално признат еон в историята на Земята се нарича архай. Той трае от формирането на земната кора допреди 2,5 милиарда години. Най-старите скали на Земята са на 4 милиарда години, а някои оголвания в Гренландия и в Австралия водят началото си непосредствено от периода след създаването на земната кора. Този период е известен като хадей. Повърхността на Земята се намира под силна и продължителна метеоритна бомбардировка и вулканичната дейност е интензивна поради голямото геотермално нагряване. Спорадични цирконови кристали са намерени в слоеве отпреди 4 милиарда години –  скоро след образуването на Земята. Тези открития биха могли да се изтълкуват като свидетелство за наличие на течна вода, тоест навеждат на мисълта, че на нашата планета по това време вече са съществували океани и морета. Чрез сравнение с броя на кратерите на другите небесни тела е намерено, че интензивната метеоритна бомбардировка завършва преди около 3,8 милиарда години. В началото на архая Земята вече е изстинала значително.

## Произход на земното ядро и първичната атмосфера
Отначало Земята продължава да нараства поради присъединяване на тела и частици по нейната орбита. Под влияние на голямото налягане вътрешността на планетата се нагрява дотолкова, че металите се стопяват. Поради голямата си плътност те потъват към центъра на Земята. Този процес, известен като желязна катастрофа, има за резултат отделянето на първичната мантия от металното ядро. Това се случва само 10 милиона години след образуването на планетата. Резултатът е многослойната структура на нашата планета и създаване на условия за бъдещото пораждане на земно магнитно поле.
Отначало Земята е била обкръжена вероятно от газообразен силициев диоксид. По-късно този облак се е сгъстил на нейната повърхност и се е превърнал в твърда скала. Около планетата е останала първична атмосфера с по-леки елементи, произходащи от първичния газово-прахов облак, най-вече водород и хелий, но слънчевият вятър и топлината на планетата са разпръснали тази атмосфера.
Положението се е променило, когато радиусът на Земята е нараснал до 40% от своята днешна стойност. Тогава нейното привличане е станало достатъчно силно, за да задържи атмосфера с водни пари.

## Произход на Луната: Гигантският сблъсък
Една важна характерстика на нашата планета е нейният голям естествен спътник, Луната. По време на програмата Аполо някои скали от лунната повърхност са били донесени на Земята. Радиоактивното датиране на тези скали показва, че те са на 4,527 милиарда ± 10 милиона години, т.е. приблизително 30 – 50 милиона години по-млади от другите небесни тела на Слънчевата система. Друга особена характеристика е относително ниската плътност на Луната, която именно поради това няма голямо ядро от метали, като другите земеподобни планети на Слънчевата система. Действително Луната е с вътрешен състав, подобен на земната мантия и кора, но без елементите, от които е съставено ядрото на Земята. Това довежда до формулиране на теорията на гигантския сблъсък на протоземята с друго небесно тяло.
Обикновено се счита, че това тяло, наречено Тея, е малко по-малко от днешната планета Марс. То се оформя поради акреция почти 150 милиона километра и от Слънцето и от Земята в четвъртата или пета точка на Лагранж на земната орбита. Нейната орбита в началото е стабилна, но впоследствие тя се дестабилизира поради увеличението на масата на Земята. Тея започва да осцилира във все по-широки орбити докато не се сблъсква със Земята преди 4,533 милиарда години.
Някои компютърни модели показват, че когато небесно тяло с такива размери се сблъсква с планета с относително малък ъгъл и с ниска скорост, се изхвърля в пространството огромно количество материал от мантиите и от корите на двете планети и той влиза в стабилна орбита около Земята. Този материал впоследствие ще създаде Луната. Обратно металното ядро на малката протопланета ще потъне вътре в земната мантия, за да се съедини с ядрото на по-голямата планета. Затова Луната е бедна на металните елементи. Теорията на гигантския сблъсък би обяснила странния състав на Луната: изхвърлените в орбита материали се събират в следващите години, поради своята гравитация материалите се съединяват в единствено сферично тяло: Луната.
Радиоактивното датиране показва, че Земята вече е съществувала поне от 10 милиона години – достатъчно време, за да се разделят първичната мантия и ядро. Затова, когато се осъществява сблъсъкът, се изхвърля само материала от мантията, без по-тежките сидерофилни елементи, които се намират в ядрото.
Сблъсъкът има важни последствия за нашата млада планета. Той освобождава огромно количество енергия, като превръща и Земята и новия ѝ спътник в изцяло разтопено състояние. Незабавно след импакта в земната мантия се активират много засилени конвенкционни потоци и повърхността се превръща в океан от магма. Поради голямата освободена енергия първичната атмосфера е изцяло разпръсната. Най-вероятно сблъсъкът променя и земната осова инклинация към днешната стойност от 23,5° – голям наклон, който е причина за възникването на сезоните (прост идеален модел на произхода на планетите би представил инклинационна стойност от 0° без видими сезони). Освен това импактът може би ускорява ротационната скорост на Земята. Големината и влиянието на спътника над самата Земя са толкова важни, че днес някои смятат системата Земя – Луна за „двойна планета“.

## Произход на океаните и на атмосферата
Тъй като след гигантския сблъсък първичната атмосфера на Земята е изчезнала, изстиването е протекло най-вероятно бързо. След 150 милиона години се оформя кора, съставена от базалтови скали. Днешната континентална кора още не е съществувала. След като мантията се е втрърдила поне частично, вътре в планетата започва друга диференциация. В продължение на началния архай (приблизително преди 3 милиарда години) мантията е много по-гореща от днес, най-вероятно близо до 1600 °C. Това показва, че разтопената част на мантията е била по-голяма в сравнение с днешната част.
Газообразни пари се отделят от кората, докато други газове се изхвърлят от вулканите, създавайки по този начин друга, втора земна атмосфера. Друга вода се внася от импактите на метеоритите, произхождащи преди всичко от астероидния пояс под влиянието на гравитационната сила на Юпитер.
Голямото количество вода на Земята не проихожда само от вулканите и от изхвърлянето на газовете. Водата се внася и от ледени комети. Въпреки че най-голямата част от днешните комети се намират в орбита отвъд Нептун, компютърни симулации показват, че в началото те са били много повече във вътрешната Слънчева система. Обаче най-голямата част от водата на Земята е внесена от сблъсъка на малки протопланети, обекти с подобни на днешните ледени спътници размери. Сблъсъците на тези обекти снабдяват земеподобните планети (Меркурий, Венера, Земя и Марс) с вода, въглероден диоксид, метан, амоняк, азот и други елементи. Ако цялата вода в земните океани произхожда само от кометите, поне един милион комети са необходими, за да се обясни такова количество. Компютърни симулации демонстрират обаче, че такъв брой не е съвсем нереален.
Докато Земята изстива, се създават първите облаци. Валежите създават океани и вали дъжд с необикновена интензивност, така че скалите на първичните планини се нарушават и се създават първите долини. Съвременни доказателства показват, че океаните започват да се създават преди 4,2 милиарда години. Най-вероятно в началото на еона архай Земята вече е имала океани и новата атмосфера включва амоняк, метан, водна пара, въглероден диоксид, азот и малки количества други газове. Целият свободен кислород се комбинира с водорода и с други елементи от повърхността. Вулканичната дейност е интензивна и без защитен озонов слой ултравиолетовото излъчване достига пряко до земната повърхност.

## Първи континенти
Конвекционните потоци на мантията, то ест процесът, на който се основава тектониката на плочите, са резултат от поток на горещ материал от земното ядро към повърхността. Тези потоци създават тектонски плочи в океанските хребети. Тези плочи са разрушени поради субдукция в мантията в субдукционните зони. Вътрешността на нашата планета е по-гореща в продължение на целия хадей и на архая и затова тогава конвекцията трябва да е била по-бърза. По тази причина, когато се появяват тектонски процеси като днешните, те би трябвало да са по-бързи. По-голямата част от геолозите смятат, че по време на хадея и на архея субдукционните зони са по-разпространени и затова тектонските плочи са по-малки.
Първичната кора, оформяща се след първото изстиване на земната повърхност съвсем изчезва поради бързите тектонски премествания в хадея и непрекъснати сблъсъци на късната метеоритна бомбардировка. Счита се, че тази кора е с базалтов състав, като днешното океанско дъно, тъй като в този период още няма голяма диференциация. Първите големи масиви континентална кора, които биват продукти от разделянето на леките елементи по време на частичното разтопяване на вътрешната кора, се появяват в началния архай, прибизително преди 4 милиарда години. Остатъците от тези първи малки континенти се наричат кратони. Тези масиви кора играят днес ролята на сърцевина, около която са се развили различните континенти.
Някои от най-старите скали на Земята се намират в северноамериканския кратон в Канада. Те се състоят от тоналити и са приблизително на 4 милиарда години. Може да се наблюдават следи от метаформизъм заради високите температури, но и седиментарни частици, които са били излъскани от водата, показвайки, че в това време вече съществуват морета и реки.
Кратоните обикновено се състоят от два редуващи се вида терейн. Първият вид се състои от така наречените пояси на зелените скали, вид седиментарна, малко метаморфизирана скала. Този вид зелени скали е подобен на седиментите, които се намират в океанските падини над субдукционните зони. По този причини поясите на зелените скали се считат като следи на субдукционни процеси в архая. Вторият вид се състои от магмени скали, преди всичко тоналит, трондхйемит или гранодиорит, и тези терейни се наричат ТТГ-асоциации, и материалът, от който са съставени, е подобен на гранит. ТТГ-асоциациите се считат като останки от първичната континентална кора, оформила се заради частичното разтопение на базалта. Непрекъснатото редуване между поясите на зелените скали и ТТГ-асоциациите се счита като резултат на ситуация, в която малките протоконтиненти се разделят в резултат на сложни субдукционни процеси.

## Произход на живота
Подробностите около произхода на живота не са известни, но общите линии на този процес са определени. Съществуват две главни теории за произхода на живота. В първата теория се твърди, че от пространството са достигнали органични елементи до Земята („панспермия“), а според другата теория се счита, че тези елементи са се създали на Земята. Във всеки случай двете предлагат сходни механизми за произхода на живота. Ако животът се е развил на Земята, точният момент не може да се определи, най-вероятно това е станало приблизително преди 4 милиарда години. Възможно е, заради многократното създаване и изчезване на океаните при астероидни сблъсъци, животът да се е появявал и изчезвал много пъти.
В химичния състав на примордиалната Земя една молекула е могла да произведе копия на себе си, тоест да стане „репликатор“ (по-точно тази молекула предизвиква химичните реакции, които довеждат до произвеждането на копия на самата нея). Репликацията не е всеки път точна – някои копия са малко по-различни от оригиналните молекули. Ако случайната промяна унищожава самовъзпроизвеждащата способност, молекулата не произвежда други копия и линията „умира“. В други случаи някои редки случайни промени позволяват молекулата да се самовъзпроизвежда по-добре или по-бързо: тези „мутации“ стават все по-многобройни и по-продуктивни. Това дава начало на еволюцията. Когато основните ингредиенти се изчерпват, молекулите, които могат да използват различен материал за своето развитие и могат да спрат развитието на други молекули, като им отнемат ресурсите, се умножават.
Същността на първия репликатор не е позната, защото той още отдавна е бил заменен от днешния репликатор – ДНК. Предлагат се много модели, за да се обясни създаването и развитието на репликатора. Много видове репликатори се считат като оригинални, вклютелно и днешните белтъци, нуклеиновите киселини, фосфолипидите, кристалите или дори квантовите системи. Днес не може да се определи дали един от тези модели представя реалния произход на живота на Земята.
Една от най-старите и от най-разработени теории може да бъде добър пример на възможните събития. Огромната вулканична енергия, светкавиците и ултравиолетовото излъчване могат да предизвикат създаването на по-сложни молекули от прости химични съединения, като метан и амоняк. Сред тези молекули се намират и относително прости органични съединения, като нуклеотиди и аминокиселини, които стават основните ингредиенти на живота. Този „първичен органичен бульон“ се увеличава и се концентрира постепенно и различните молекули предизвикват реципроцни реакции. Резултатът са много по-сложни молекули (може би насилната глина действа като основна структура за събиране и концентриране на органичния материал), докато определени молекули ускоряват химичните реакции. Всичко това се извършва най-вероятно случайно, докато не се роди молекула репликатор. Във всеки случай впоследствие този първичен репликатор е заменен в своята функция от ДНК; целият познат живот (освен някои вируси и приони) използва ДНК като репликатор по почти еднакъв начин (виж генетичен код).
Всички днешни живи организми включват репликационния материал вътре в клетъчната мембрана. Може да се разбере по-лесно произхода на клетъчната мембрана от произхода на репликатора, тъй като мембраната се състои от фосфолипидни молекули, които във вода спонтанно създават двоен слой. С подходящи условия могат да се създадат много сфери от този вид (според така наречената „Теория на мехурите“). Преобладаващата теория твърди, че мембраната се създава след репликатора, който в това време е най-вероятно рибонуклеиновата киселина (хипотеза на РНК-свят), с нейния репликационен апарат и други биомолекули. Първите протоклетки вероятно се „разпукват“, когато стават твърде големи, и изхвърленият материал колонизира други мехури. Белтъците, които днес стабилизират мембраната и впоследствие помагат за правилната клетъчна репликация, биха могли да предизвикат пролиферацията на тези клетъчни линии.
РНК е възможна като първичен репликатор, тъй като съдържа генетични информации и предизвиква реакциите. В известен момент ДНК заменя РНК като генетичен архив, и белтъците, известни като ензими, започват да игрят ролята на катализатори на реакциите, докато РНК премества информациите, синтезира белтъците и управлява процеса. Най-вероятно тези първични клетки се развиват близо до подводни вулканични устия, известни като подводни геотермални източници или дори до горещи скали в океанските дълбини.
Учените считат, че от всички видове протоклетки, само една еволюционна линия е оцеляла. Нови филогенетични следи показват, че последният универсален общ предшественик е съществувал в ранния архай, може би преди около 3,5 милиарда години или по-рано. Тази клетка, наречена „LUCA“ (ЛУКА – от английски: Last Universal Common Ancestor) е предшественик на целия днес известен живот на Земята. Най-вероятно тя е прокариот, притежава клетъчна мембрана и рибозоми, но няма ни ядро, ни други органели с мембрана, като митохондрии и хлоропласти. Като всяка днешна клетка, тя използва ДНК за запасяване с генетичен код, РНК за заместване на информациите и синтезиране на белтъци и ензими за катализиране на реакции. Някои учени смятат, че вместо един-единствен универсален предшественик, е имало повече организми, които се обменят гените с генетично хоризонтално преместване.

## Протерозой
Протерозоят е периодът от историята на Земята траещ от преди 2500 до 542 милиона години. В този период кратоните, т.е. първите сърцевини от плътна скалиста кора, се развиват и се превръщат в континенти с подобни на днес размери, след появяването на първичните тектонични процеси. Развитието на богата с кислород атмосфера е важно събитие; от по-простите прокариоти се развиват еукариотите и многоклетъчните живи форми.
В течение на протерозоя настъпват няколко важни ледникови епохи в глобален мащаб, най-разширената от които превръща планетата в огромна снежна топка. В края на тази драматична ледникова епоха, преди около 600 милиона години, развитието на живота се ускорява експонентно, това е започването на периода на така наречения камбрийски взрив, в течение на който броят видове се увеличава извънредно.

### Кислородна революция
Най-вероятно всички първи клетки са несамостойни (хетеротрофни), т.е. те използват органичните молекули в околността (включително и тези на други клетки) като суровина и енергетичен източник. Хранителните източници обаче постопенно намаляват и някои клетки развиват нова стратегия. Те избират да не зависят от вече налично, но намаляващо количество органични молекули, а да започнат да използват слънчевата светлина като енергетичен източник. Учените не са единни за точната дата, но още преди 3 милиарди години се развива нещо подобно на днешната фотосинтеза. Затова слънчевата енергия може да се използва не само от автотрофите, но и от хетеротрофите, които се хранят с тях. Фотосинтезата използва изобилния въглероден диоксид и водата като суровини и с енергията на слънчевата светлина произвежда органични, богати на енергия молекули (въглехидратите).
Освен това се произвежда голямо количество кислород като остатъчен продукт на процеса. В началото кислородът се съединява с варовика, с желязото и с други материали. Значителни следи на това съединяване са големите богати на железен оксид геоложки слоеве от този период. Вероятно поради реакцията на тези минерали с кислорода океаните стават зелени. Когато най-голямата част от минералите е оксидирана, несъединеният кислород започва да се натрупва в атмосферата. Въпреки че всяка клетка произвежда непрекъснато малко количество кислород, общият метаболизъм на толкова многобройни клетки в така дълъг период преобразува земната атмосфера и тя става подобна на днешната. Сред най-старите примери за живи форми, произвеждащи кислород, могат да се посочат вкаменените строматолити. Това е третата атмосфера на Земята.
Една част от кислорода, стимулиран от ултравиолетовото излъчване на Слънцето, се комбинира и създава озон, който се събира в слой в горната част на атмосферата. От този момент озоновият слой поглъща значително количество ултравиолетовите лъчи, които по-рано са достигнали без смущения до земната повърхност. Това позволява клетките да колонизират океанската повърхност и впоследствие сушата. Без озоновия слой ултравиолетовото излъчване, което по-рано е бомбардирало повърхността, би предизвикало неприемливо количество мутации в незащитените клетки.
Фотосинтезата има друг важен резултат в голям мащаб. В това време кислородът е токсичен за живота; най-вероятно най-голямата част от живите форми на Земята изчезва, докато се натрупа в атмосферата – явление, известно като кислородна катастрофа. Живите форми, които са могли да се съпротивят, надживяват и процъфтяват, и някои от тях развиват възможността за използване на същия този кислород за собствения си метаболизъм и за произвеждане на повече енергия.

### Произход на еукариотните клетки и трите империи на живота
Днешната таксономия разделя живите форми на три империи. Периодът, в който са възникнали тези империи, още не е установен. Империята на бактериите е вероятно първата, която се отделя от другите живи форми (в този момент събрани в биологична надимперия, наречена „Neomura“, неомури), но тази хипотеза остава спорна. Малко по-късно, преди около 2 милиарда години, неомурите се разделят в археи и еукариоти. Еукариотните клетки са по-големи и по-сложни от прокариотните клетки (бактерии и археи) и пораждането на тази сложност се открива само в последните години.
В този период се развива първата протомитохондрия. Бактерийна клетка, която вероятно е свързана с днешните рикеции и може да използва кислорода в метаболизма си, влиза вътре в по-голяма прокариотна клетка, която още не е развила тази способност. Най-вероятно по-голямата клетка се опитва да смели по-малката, но не успява (може би поради развитието на защитните системи). Или може би по-малката клетка се опитва да стане паразит на по-голямата. Във всеки случай по-малката клетка оживява в другата. Като използва кислорода, тя може да обмени в енергия отпадъчните продукти на новия гостоприемник чрез своя метаболизъм. Една част от тази енергия се връща в гостоприемната клетка. Новата симбионтна клетка започва да се дели вътре в другата. Бързо се ражда стабилна симбиоза между двете клетки. В течение на времето гостоприемникът получава част от генетичния код на симбионта и двете клетки стават зависими една от другата – гостоприемникът не може повече да надживее без енергията, произведена от симбионта, но по-малките симбионти не могат да надживеят без суровините, получени от по-голямата клетка. Цялата клетка се счита сега като един-единствен организъм и старите по-малки клетки се считат като органели, наречени митохондрии.
Подобен процес настъпва с фотосинтетичните цианобактерии, влизащи в по-голямата несамостойна клетка и се превръщат в хлоропласти. Най-вероятно като резултат на тези явления еволюционната фотосинтетична линия се разделя от другите еукариоти преди повече от един милиард години. Може би много пъти са се пораждали нови симбиози. Освен добре приетата теория за ендосимбиозата, която поражда митохондрии и хлоропласти, се счита, че други видове клетки пораждат пероксизомите за ендосимбиоза, че спирохетите пораждат камшичетата и че вероятно вирус с ДНК поражда клетъчното ядро,; никоя от тези теории не се приема единодушно.

### Многоклетъчен живот
Археите, бактериите и еукариотите продължават да се разнообразяват и стават все по-сложни и по-приспособени към околната среда. Всяка империя се разделя многократно на различни еволюционни линии, въпреки че малко е познато за историята на археите и на бактериите. Преди около 1,1 милиарда години свръхконтинентът Родиния се оформя. Таскономическите царства на растенията, на животните и на гъбите вече са се разделили, въпреки че още са едноклетъчни организми. Някои от тях живеят в колонии и постепенно се появява разделение на труда и на задълженията; например клетките, намиращи се във вътрешната зона на колонията, започват да играят роля, различна от тази на намиращите се във външната зона. Въпреки че разликата между колония с много организми и единствен многоклетъчен организъм не е много ясна, преди около 1 милиард години се раждат първите многоклетъчни растения. Възможно е, че преди около 900 милиона години се появяват и първите многоклетъчни организми в царството на животните.
Най-вероятно тези живи форми са подобни на днешните водни гъби, в които всички клетки са още тотипотентни и дори един разграден организъм още може да се съгради отново. Разделението на труда става все по-сложно във всяка еволюционна линия на многоклетъчните организми и клетките стават все по-специализирани и по-зависими едни от другите; изолираните клетки не могат повече да оцелеят.

### Климат и живи форми в късния протерозой
Много учени считат, че появилата се преди 770 милиона години ледникова епоха е толкова интензивна, че океаните изцяло се замразяват почти до екватора, като Земята се превръща в нещо подобно на огромна снежка топка. Впоследствие, след 20 милиона години, непрекъснатите изпускания на въглероден диоксид от вулканите предизвикват глобален парников ефект, който слага край на ледниковата епоха. Прибизително в същия период, пред 750 милиона години, започва делението на свръхконтинента Родиния.

## Палеозой

### Колонизиране на сушата
Събирането на кислорода в атмосферата чрез фотосинтезата има като резултат създаването на озонов слой, който поглъща най-голямата част от излъчените от Слънцето ултравиолетови лъчи, като по този начин осигурява на едноклетъчните организми, които стигат на сушата, по-добри възможности да преживеят; прокариотите започват да се множат и да се приспособяват по-добре към околната среда, намираща се извън водата. Най-вероятно прокариотите вече са колонизирали сушата преди около 2,6 милиарда години, дори преди раждането на еукариотите. За дълго време на сушата не съществуват многоклетъчни живи форми. Свръхконтинентът Панотия се образува преди около 600 милиона години, но започва да се разделя едва след 50 милиона години.
Първите гръбначни, т.е предшествениците на днешните риби, се развиват в океаните преди около 530 милиона години, но в края на периода камбрий, преди около 488 милиона години, настъпва едно значително масово измиране.
Преди много стотици милиона години първите растения (най-вероятно подобни на днешните водорасли) и гъбите започват да растат по бреговете на водата и впоследствие изцяло на сушата край същата вода. Най-старите фосили на растения и на гъби на сушата са на 480 – 460 милиона години, въпреки че молекулярни следи показват, че гъбите са колонизирали сушата още преди 1 милиард години, а растенията преди 700 милиона години. Въпреки че в началото те остават близо до водата, мутации и изменения пораждат последвала колонизация на този нов хабитат. Моментът, в който някои от появилите са вече животните напускат океаните, не е известен: най-старата следа на членестоноги на сушата е на 450 милиона години и вероятно те процъфтяват и се приспособяват добре поради наличието на огромни хранителни източници от сухоземни растения. Има и непотвърдени доказателства, според които членестоногите са се явяли преди 530 милиона години.
Накрая на периода ордовик, преди 440 милиона години, настъпва друго масово измиране, може би след една дълга ледникова епоха. Преди около 380 – 375 милиона години от рибите се развиват първите четирикраки. Смята се, че перките се развиват до превръщането им в крайници, които позволява на четирикраките да излязат извън водата, за да дишат въздух. Това им позволява да живеят във води с малко кислород или да хващат дребни жертви в недълбоки води. Най-вероятно те се осмеляват да пребивават на сушата за кратки периоди. Накрая някои от тях са се приспособили така добре към живота на сушата, че са започвали да прекарват своя живот на сушата, въпреки че са продължавали да снясят яйца и да се раждат във водата. По този начин се появяват земноводните. Преди около 365 милиона години настъпва друго масово измиране, вероятно като резултат на глобално разхлаждане. Растенията развиват семената, които ускоряват решително тяхното разпространение на сушата, настъпило преди около 360 милиона години.
Около 20 милиона години по-късно (преди 340 милиона години) се развива амниотичното яйце, което може да бъде снесено на сушата и дава еволюционно преимущество на ембрионите на четирикраките. Резултатът е разделението на амниотите от земноводните. След още 30 милиона години (преди 310 милиона години) настъпва разделение на синапсидите (включващи бозайниците) от завропсидите (включващи птици и влечуги). Групите организми продължават да се развиват и еволюционните линии се разделят на рибите, на насекомите и на бактериите, но подробностите на този процес не са добре известни. Преди 300 милиона години се оформя най-последният свръхконтинент, наречен Пангея.

## Мезозой
Преди 250 милиона години настъпва най-унищожителното до днес познато масово измиране на живите организми – масовото измиране перм – триас, на границата между двата периода; 95% от живите форми на Земята изчезват, вероятно поради огромно вулканично изригване в областта на сибирските трапове, продължаващо един милион години. Кратерът в Уилксовата земя в Антарктида може да се свърже с това измиране, но възрастта на кратера не е известна. Унищожителният ефект е значителен и животът се съвзема от този ужасен удар едва след 20 милиона години.
Преди около 230 милиона години динозаврите се отделят от техните предшественици, другите влечуги. Друго масово измиране, между периодите триас и юра, пощадява динозаврите, които в кратко време стават господстващите гръбначни. Въпреки че в този период някои еволюционни линии на бозайниците започват да се разделят, тогавашните бозайници остават вероятно дребни животни сходни на днешните земеровкови.
Преди около 180 милиона години Пангея се разделя на два континента, Лавразия и Гондвана. Не е известно кога еволюционната линия на птиците се отделя от другите динозаври, но Археоптериксът (Archaeopteryx) се счита традиционно за една от първите птици. Първите следи от покритосеменни растения, породили днешните цветя, са от периода креда, преди 132 милиона години.
Съперничеството с птиците довежда до изчезването на много птерозаври и динозаврите най-вероятно вече са в упадък, когато преди 65 милиона години метеорит с диаметър 10 километра пада на Земята близо до полуостров Юкатан, където днес се намира кратерът Чиксулуб. Сблъсъкът хвърля огромно количество прах и пара в атмосферата, което спира преминаването на слънчевата светлина и фотосинтезата. По-голямата част от животните, сред които нептицоподобните динозаврите, изчезват. Това е краят на периода креда и на мезозой. Впоследствие, в продължението на палеоцена, бозайниците се разделят бързо, увеличават се и стават господстващите гръбначни. Вероятно след два милиона години (преди около 63 милиона години) живее последният общ предшественик на приматите. На края на еоцен преди 34 милиона години някои сухоземни бозайници се приспособяват към водната среда и се превръщат във видове, като например Базилозавърът (Basilosaurus), от който впоследствие се развиват делфините и китовете.

## Неозой

### Еволюция на човека
Една малка маймуна, живееща в Африка преди около шест милиона години, е последното животно, чиито наследници включват и днешните хора и техните най-близките родственици, бонобото и шимпанзетата. Само два клона от тази еволюционна линия преживяват до днес. Малко след това разделение, по спорни и днес причини, маймуните от този клон започват да използват изправеното ходене. Размерът на мозъка бързо се увеличава и преди около 2 милиона години се появяват първите организми от род Хора (Hominidae). Демаркационните линии сред различните видове и родове са съвсем спорни и се променят с еволюцията на теориите. Прибизително в същия период един друг клон се разделя на прародителите на обикновеното шимпанзе и на бонобото.
Изправеният човек (Homo erectus), или Работещия човек (Homo ergaster), най-вероятно е първият, който успява да овладее огъня, преди 790 хил. години, но може би още преди 1,5 милиона. При това се предполага, че овладяването на огъня може да се датира от преди появянето на изправения човек. Възможно е огънят да е бил използван и в ранния палеолит от Сръчния човек (Homo abilis) или от австралопитеци, като Paranthropus robustus.
По-сложно е да се определи произходът на езика; не е известно дали Изправеният човек вече е можел да говори или тази способност се появява при съвременния човек. Тъй като мозъкът се уголемява, децата се раждат преди главата да е пораснала, защото така не би могла да мине през таза. Като резултат на това, децата показват по-добра невропластичност и свързана с това по-добра способност за усвояване на нови познания, но тези деца се нуждаят и от по-дълъг период на зависимост от своите родители. Социалните умения стават все по-сложни, езикът по-развит и оръдията на труда по-съвършени. Това предизвиква сътрудничество на по-сложно ниво и непрекъснато развитие на мозъка. Смята се, че днешните хора (Homo sapiens) произхождат от неизвестно място в Африка преди около 200 хил. години или малко по-рано; най-старите фосили са на 160 хил. години.
Първите хора, показващи следи на духовност, са неандерталците (Homo neanderthalensis – обикновено класифицирани като отделен вид без преживели наследици); те погребват своите мъртви, често с храна и оръдия на труда. Във всеки случай следи от по-сложни вярвяния, като например първите следи оставени от Кроманьонския човек (вероятно с магично или религиозно значение), не се появяват допреди 32 хил. години. Кроманьонците създават и предмети на дребната пластика, като например Вилендорфската Венера, най-вероятно с религиозно значение. Преди около 11 хил. години модерният човек вече е достигнал до най-южната област на Южна Америка, последния необитаем континент (с изключение на Антарктида, която става неоткрита до 1820 г.). Използването на оръдията на труда и на езика продължава да се усъвършвенства и междуличностните отношения стават все по-сложни.

### Цивилизация
Повече от 90% от своята история модерният човек живее в малки групи на чергарски ловци събирачи. Докато езикът става по-сложен, способността за помнене и за предаване на информация има като резултат нов вид репликатор – мемът. Идеите могат да се разменят бързо и да се предадат на новите поколения. Културната еволюция превъзхожда биологичната еволюция и собствено „историята“ започва. В известен момент между 8500 и 7000 г. пр.н.е., хората, живеещи в Плодородния полумесец в Средния Изток започват да се занимават с животновъдство и със систематично отглеждане на растенията – появява се земеделието. То се разпространява към съседните области и се развива независимо и в други части от света, докато най-голямата част от хората не се усядат постоянно като земеделци. Не всички общества изоставят номадството, особено тези, живеещи в изолирани области с ограничени земеделски ресурси, като Австралия например. Във всеки случай в обществата, приели земеделието, сигурността и по-голямата продуктивност позволяват увеличаването на броя населението. Земеделието има и друг ефект; хората започват да влияят на околната среда, както никое животно никога не е могло. Наличието на по-голямото количество храна води до по-голямо разделение на труда и впоследствие до класово разделение на обществото. Появява се първата цивилизация на Земята – шумерите в Средния Изток между 4000 и 3000 г. пр.н.е. Други цивилизации се развиват малко по-късно в Египет, в басейна на река Инд и в Китай.
От 3000 г. пр.н.е. започва да се формира индуизмът, една от най-старите съществуващи и днес религии. По-късно други религиозни системи се развиват. Раждането на писмеността позволява развиването на сложни общества – архивиране и първите библиотеки започват да съхраняват човешкото познание и да разпространяват културната информация. Хората не трябва да работят цял живот, за да се хранят, любопитството и образованието водят до търсенето на познанието и на мъдростта. Ражда се науката (все още в примитивна форма). Раждат се нови цивилизации, взаимодействат помежду си, сблъскват се във войни за контролиране на територии и на ресурси: започват да се оформят първите империи. В Америка се раждат така наречените доколумбови цивилизации около 1500 г. пр.н.е. Около 500 г. пр.н.е. съществуват различни обшества в Средния Изток, в Иран, в Индия, в Китай, в Гърция и в Италия; всеки път един социум се ражда, след това се разширява, запада и изчезва.
В XIV век в Италия започва Ренесансът, чието огромно влияние върху религията, изкуството и науката е добре познато. След 1500 г. европейската цивилизация претърпява различни промени, довеждащи впоследствие до научната и индустриалната революция; този континент започва да упражнява политическо и културно господство над другите общества на цялата планета.
От 1914 до 1918 г. и от 1939 до 1945 г. светът е замесен в две световни войни. Обществото на народите, основано след Първата световна война, е първата стъпка към изграждането на международни институции, имащи за цел мирното решаване на споровете и на конфликтите. Но не успява да спре избухването на Втората световна война и в края на конфликта се основава Организацията на обединените нации (ООН). През 1992 г. някои европейски държави създават Европейския съюз. Докато транспортът и комуникациите се подобряват, икономическите и политическите въпроси на нациите в света стават все по-сложни, но все по-взаимозависими. Днешната глобализация предизвиква често и спорове, и сътрудничества.

### Съвременни събития
Промените продължават една след другата от втората половина на XX век. Технологичното развитие включва ядрени оръжия, компютри, генно инженерство и нанотехнология. Стопанската глобализация, поддържана от развитието на комуникациите и на транспорта, влияе на всекидневния живот в различни части от света. Културните и институционните форми като демокрация, капитализъм и енвироментализъм увеличават влиянието си. Основните въпроси за болестите, войната, бедността, насилствения радикализъм и глобалното затопляне се задълбочават с увеличаването на населението.
През 1957 г. Съветският съюз праща в орбита първия изкуствен спътник, Спутник-1, и малко по-късно Юрий Гагарин е първият човек, полетял в космоса. Нийл Армстронг от САЩ е първият човек, стъпил на друго небесно тяло – Луната. Космически апарати са изпратени към главните планети на Слънчевата система и някои от тях (като двата апарата Вояджър) напускат Слънчевата система. Съветският съюз и Съединените щати са главните ръководители на изследването на космическото пространство в XX век. Пет космически агенции, представящи повече от 15 страни, са работили заедно за да създадат Международната космическа станция. На борда на станцията човекът присъства стабилно в космоса от 2000 г.